# Bandera de Calldetenes
La bandera oficial de Calldetenes té la descripció següent:
Bandera apaïsada de proporcions dos d'alt per tres de llarg, blanca, amb tres peres verdes d'altura cadascuna d'elles d'1/6 de l'alt de la bandera, posades dos i una, i centrades dins d'un quadrat imaginari situat al cantó superior del pal de costat d'1/2 de l'altura.

## Història
Es va aprovar el 20 d'agost del 1993 i fou publicada al DOGC núm. 1792 el 3 de setembre del mateix any.
La bandera reprodueix l'escut heràldic de la localitat, amb les peres que fan referència a l'antic nom del municipi: Sant Martí de Riudeperes, i que són les armories dels Riudeperes, senyors de la domus de Riudeperes.